# Rehash
"#Rehash" é o episódio 256 global e o nono da décima nono temporada da série de desenho animado South Park, escrito e dirigido pelo co-criador da série Trey Parker. O episódio estreou no canal Comedy Central no dia 3 de dezembro de 2014. O episódio é a primeira parte da season finale. A sátira do episódio é a popularidade das celebridades da Internet, Let's Play e os fenômenos da Internet trending topics que não possuem relevância real. O episódio também faz referências a vários elementos interligados de episódios anteriores na temporada. A celebridade do YouTube Felix Kjellberg aparece jogando neste episódio.

## Recepção
O episódio recebeu uma nota B+ na de Eric Thurn no The A. V. Club, que comentou: "No início, este parecia ser muito bom, mas houve um pouco de dispersão do episódio de South Park", mas elogiou a continuidade (histórias seguidas) sendo mostrada em toda temporada.
Max Nicholson da IGN deu ao episódio uma média de 7,8 de 10, afirmando que "em termos de sequência, desta semana #Rehash foi desligando as tabelas."
Chris Longo de Den of Geek deu o episódio 2.5 de 5 estrelas e comentou "um episódio que somente joga um monte de idéias divertidas para nós."